# Heteropogon timondavidi
Heteropogon timondavidi är en tvåvingeart som beskrevs av Tsacas 1970. Heteropogon timondavidi ingår i släktet Heteropogon och familjen rovflugor. Inga underarter finns listade i Catalogue of Life.